# Pul-e Khishti-moskén
Pul-e Khishti-moskén är den största moskén i Kabul, Afghanistan. Den är belägen i centrala gamla stan och kan lätt kännas igen på sin stora, blå kupol. Moskén uppfördes i slutet av 1700-talet och har sedan dess blivit ombyggd flera gånger.